# Великий Березный
Вели́кий Бере́зный (укр. Великий Березний) — посёлок в Ужгородском районе Закарпатской области Украины. Административный центр Великоберезнянской поселковой общины.

## Географическое положение
Расположен в 40 км северо-западнее Ужгорода, на правом берегу реки Уж у подножия Карпат.

## Население
В январе 1989 года численность населения составляла 7113 человек.

### Языковой состав
Родной язык населения по данным переписи 2001 года:
| Язык       | Численность, чел. | Доля     |
| ---------- | ----------------- | -------- |
| Украинский | 6 504             | 97,73 %  |
| Русский    | 83                | 1,25 %   |
| Другие     | 68                | 1,02 %   |
| Итого      | 6 655             | 100,00 % |

## История
Великий Березный впервые упомянут в письменных источниках в 1427 году как сельское поселение в составе Венгрии.
После начала первой мировой войны селение оказалось в прифронтовой зоне, здесь были расквартированы австро-венгерские войска. После распада Австро-Венгрии в январе 1919 года селение заняли чехословацкие войска и оно вошло в состав Чехословакии.
В 1920—1930-е годах Великий Берёзный был окружным административным центром.
Начавшийся в 1929 году мировой экономический кризис осложнил положение посёлка, в 1932 и 1933 годы в посёлке прошли демонстрации против безработицы и голода. В 1937 году здесь прошла манифестация против фашизма и угрозы новой войны.
После Мюнхенского соглашения 1938 года обстановка в Чехословакии осложнилась, 14 марта 1939 года была провозглашена независимость Словакии, в этот же день венгерские войска перешли в наступление в Закарпатье и 17 марта 1939 года Великий Берёзный был оккупирован хортистами.
31 июля 1942 года за участие в антифашистском движении были казнены 6 человек.
26 октября 1944 года Великий Берёзный был освобождён 195-м стрелковым полком 18-й армии РККА, в 1945 году вошёл в состав СССР и в 1947 году получил статус посёлка городского типа. Здесь началось издание районной газеты.
В 1951 году в посёлке действовало несколько небольших предприятий местного значения, средняя школа и Дом культуры.
В 1969 году численность населения составляла 4,5 тыс. человек, крупнейшим предприятием являлся мебельный комбинат.
В 1977 году численность населения составляла 5,3 тыс. человек, здесь действовали лесокомбинат, соко-винный завод, межколхозная строительная организация, райсельхозтехника, промкомбинат, комбинат бытового обслуживания, дом быта, сельское ПТУ, пять общеобразовательных школ, музыкальная школа, больница, Дом культуры, библиотека, кинотеатр и старый парк (с редкими для Закарпатья породами деревьев).
В октябре 1990 в посёлке был открыт первый в области памятник Тарасу Шевченко.
В мае 1995 года Кабинет министров Украины утвердил решение о приватизации находившегося здесь ремонтно-транспортного предприятия, в июле 1995 года было утверждено решение о приватизации консервного завода.

## Достопримечательности
В посёлке есть парк экзотических и реликтовых растений, заложенный в конце XIX века.
В центре посёлка сооружены памятник Т. Г. Шевченко и воинам Советской армии, погибшим в октябре 1944 г. в боях.
В посёлке находится пограничная застава.
В Великом Березном есть архитектурный памятник, а именно Церковь Св. Троицы, дом культуры и историко-краеведческий музей.

### Историко-краеведческий музей
Музей был открыт в 1998 г. в одном из помещений школы, чтобы сохранить весь материал, собранный ученическим коллективом на протяжении многих лет. Вместе с наставниками ученики школы ведут поисковую, исследовательскую и краеведческую работу. Записывают легенды, сказки, пословицы, поговорки своего края, воспоминания старожилов. Кроме того, они изучают традиции и обычаи, быт местных жителей и собирают старинные вещи — одежда, орудия труда, предметы домашнего обихода. Нынешняя экспозиция музея является результатом этой кропотливой деятельности.
Экспозиция музея имеет два отдела: исторический и краеведческий. Материалы исторического отдела рассказывают об известных и неизвестных фактах истории Верховинского края, выдающихся людей, традиции и обряды. Отдельные экспонаты дают возможность ознакомиться с историей возникновения образования на Березнянщини, о школах прошлого, выдающихся выпускников. Ценными экспонатами этого отдела является коллекция старинных икон и народной одежды. Краеведческий отдел оформлен в виде комнаты. Здесь стол и лавки, предметы домашнего обихода, древние орудия труда (мотальниця, прялка, элементы кросен). Представленная здесь и современная выставка работ учащихся по теме «Природа и фантазия».

### Галерея

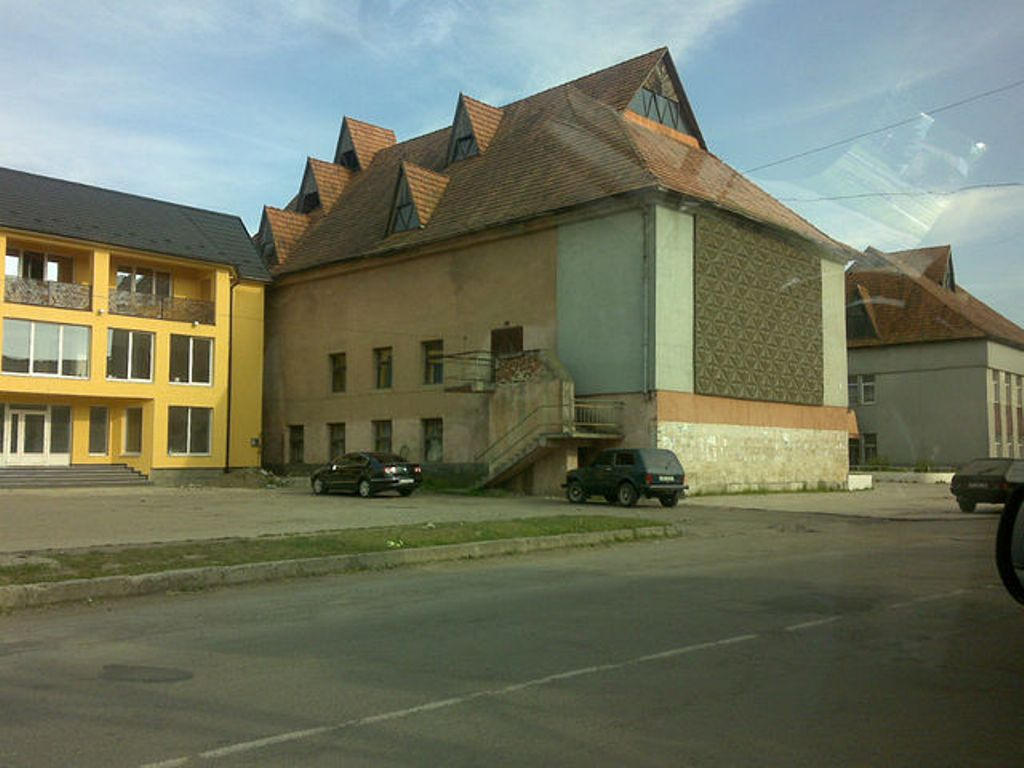
Бывшая синагога, ныне Дом культуры
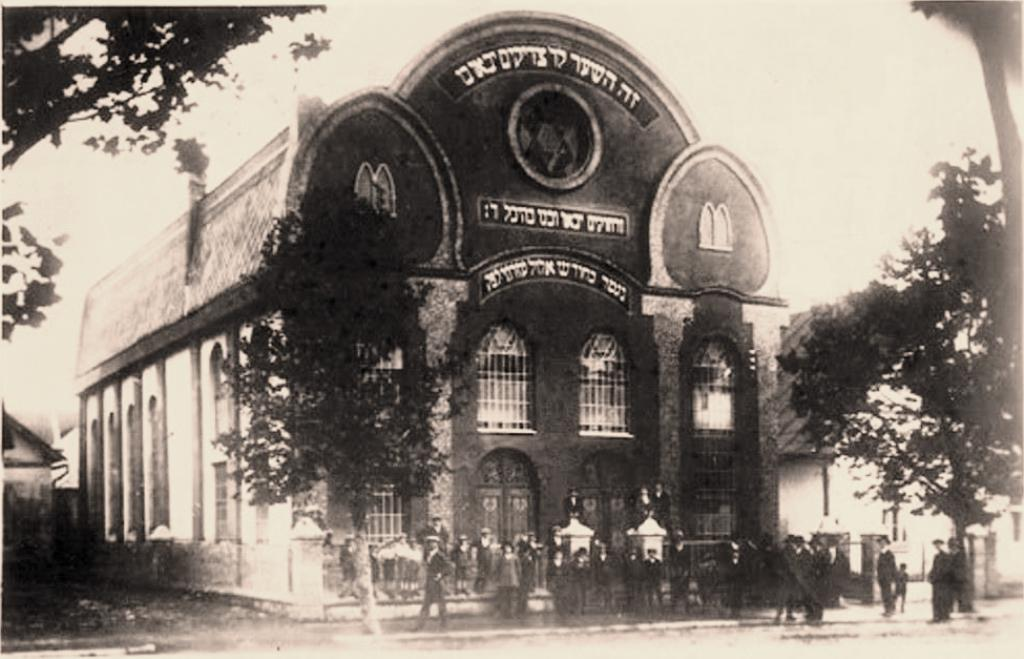
Синагога в 1920-х годах
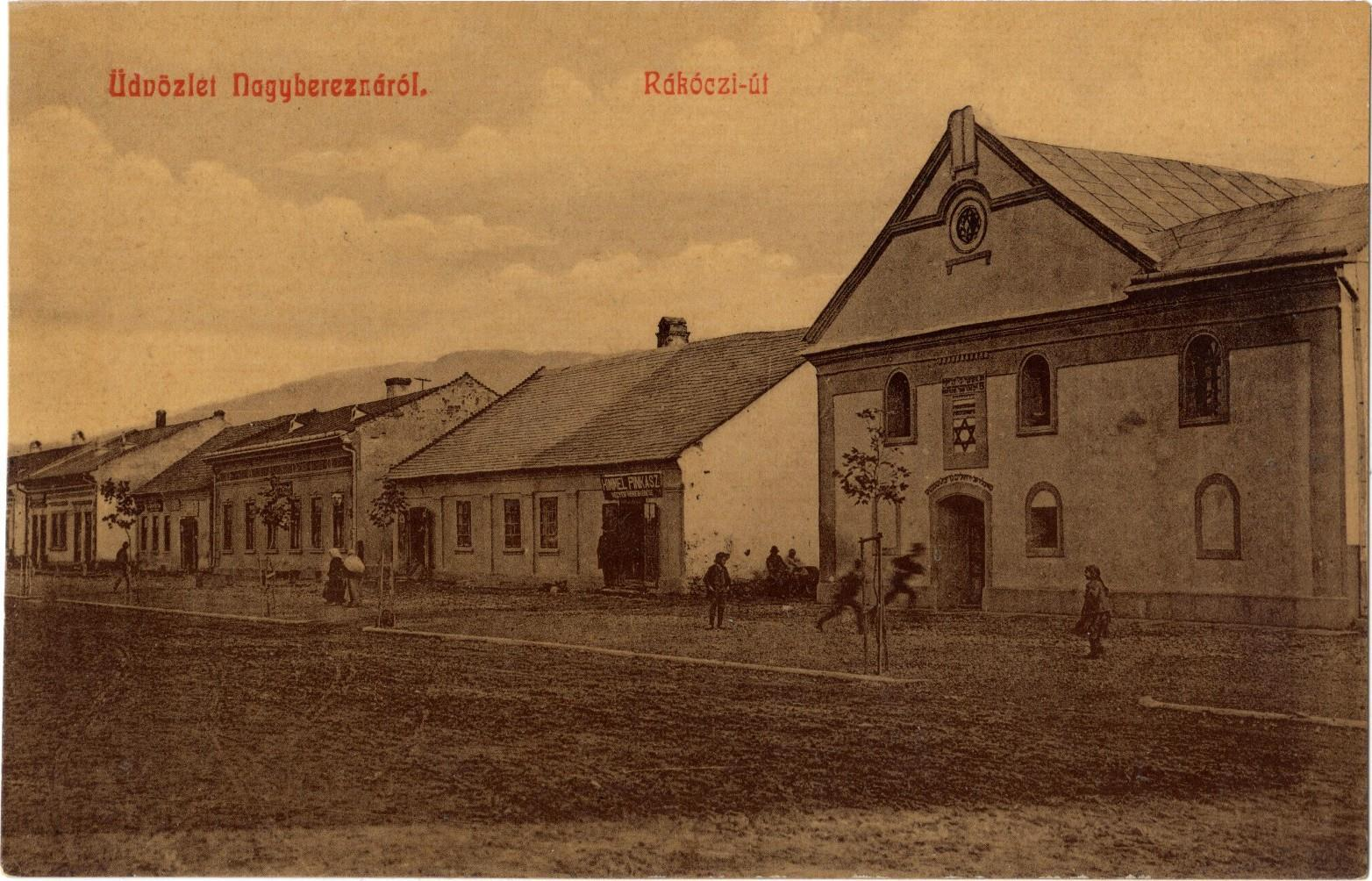
Первая синагога в Великом Березном
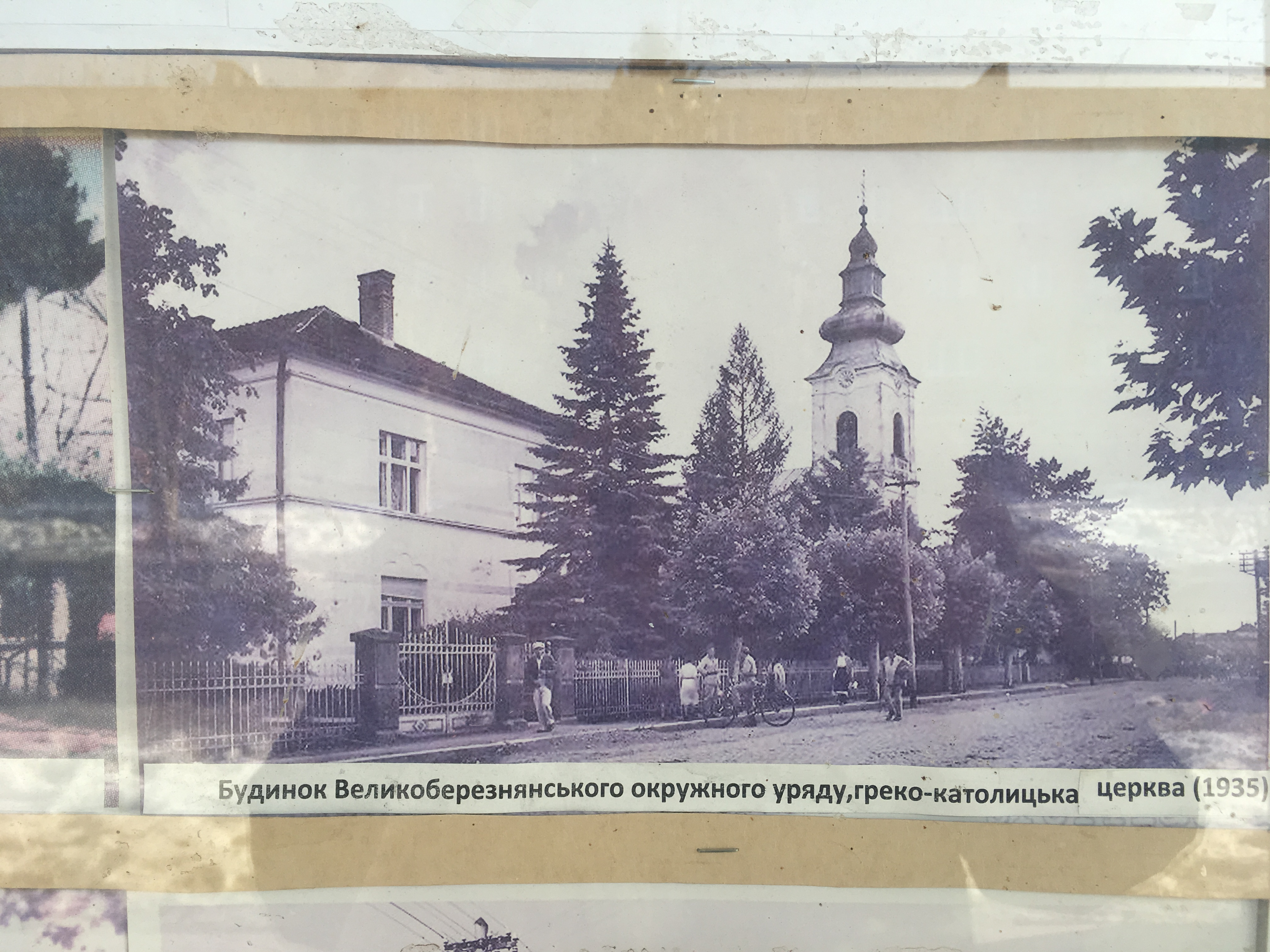
Великий Березный в 1935 году
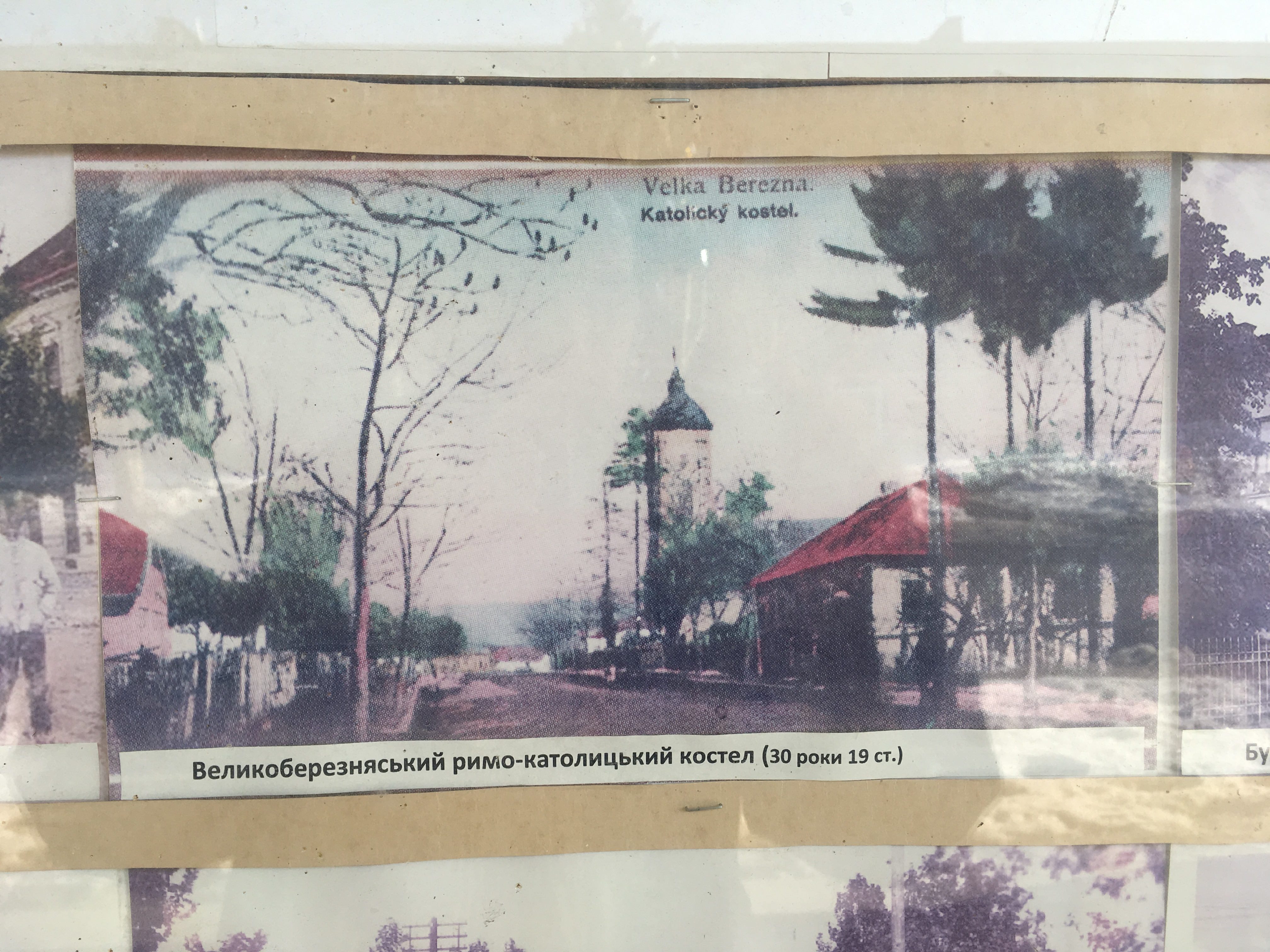
Историческое фото 30-х годов XIX века

## Транспорт
В посёлке находится железнодорожная станция Великий Березный на линии Ужгород — Львов Львовской железной дороги.
Через поселок проходит автомагистраль Н 13.